# NGC 219
NGC 219 là một thiên hà hình elip nhỏ gọn nằm cách Mặt trời khoảng 245 triệu năm ánh sáng. trong chòm sao Kình Ngư. Nó được phát hiện vào ngày 16 tháng 9 năm 1863 bởi George Bond.